# سعيد جودة السحار
سعيد جودة السحار (1909-2005) هو كاتب وشاعر ومترجم مصري ولد في القاهرة وتوفي فيها، عمل في الصحافة والنشر والكتابة، وعمل مترجمًا منذ كان طالبًا في الجامعة، وأسس بمساعدة أخيه عبد الحميد جودة السحار وآخرين مكتبة مصر للطباعة والنشر (1932)، ولجنة النشر للجامعيين (1943)، حيث عنيت المكتبة بنشر الأعمال الإبداعية لعدد من الأدباء الشبان الذين ذاع صيتهم في مجال الأدب والفكر ومنهم: الأديب المصري نجيب محفوظ حيث طبعت المكتبة كل أعماله والبالغة 35 رواية و15 مجموعة قصصية ماعدا رواية أولاد حارتنا، وإحسان عبدالقدوس، وعلي أحمد باكثير، وغيرهم، كان عضوًا مؤسسًا في اتحاد الكتاب المصريين، وعضو اتحاد الناشرين العرب والمصريين.
أبنه هو الكاتب المصري أمير سعيد جودة السحار، وشقيقه هو عبد الحميد جودة السحار المتوفي سنة 1974.
له عدة أعمال أدبية منها ديوان «شدو البلابل»، وله مسرحيات شعرية يميل فيها لتصوير القصص التراثي وتجسيد مواقفه واستخلاص العبرة والعظة منها، ومنها «رجال الغد»، و«حكمة سليمان»، و«قصة إبراهيم»، وترجم عددًا من الأعمال منها: «سجين زندا» و«خرافات إيسوب» في 1931، وله مؤلفات أخرى منها: «المشاهير»، و«مواقف من حياتي»، و«موسوعة أعلام الفكر العربي» المكونة من أربعة أجزاء.
تحتل أشعار الطفولة مساحة كبيرة من شعره، ويتخذ فيها النظم كوسيلة لتربية الأطفال، وله أناشيد مشهورة في التراث الشعري التربوي العربي منها نشيد «هرتي صغيرة واسمها نميرة».

## التعليم
تلقى تعليمه في مدارس القاهرة، والتحق بمدرسة الجمالية الأميرية وحصل على شهادتها، ثم بمدرسة فؤاد الأول وحصل منها على الشهادة الثانوية، والتحق بكلية الآداب في الجامعة المصرية، وحصل منها على ليسانس الآداب قسم اللغة الإنجليزية (1931).

## مؤلفات
صدرت له عدة أعمال أدبية منها:
- «المشاهير»، مكتبة مصر، القاهرة، 2005.
- «ابراهام لنكولن: مسرحية»، تأليف جون درينكووتر، ترجمة سعيد جودة السحار، 1987.[4]
- «مواقف من حياتي»، سيرة ذاتية، مكتبة مصر، القاهرة، 1991.[5]
- «أشهر الرسامين والموسيقيين العالميين»، بالاشتراك مع جمال قطب، دار مصر العربية، القاهرة، 1999.[6]
- «موسوعة أعلام الفكر العربي» المكونة من أربعة أجزاء، بالاشتراك مع جمال قطب، مكتبة مصر لطباعة الأوفست، القاهرة، 1999.[7]
- «الإثبات في القضايا المدنية والتجارية»، مكتبة مصر للمطبوعات، 2007.[8]
- «ما أثر الحرارة على الاجسام الصلبة»، 1989.[9]

- «شدو البلابل»، ديوان، مكتبة مصر، القاهرة، 1991.[10]
- «ألف باء لتعليم حروف الهجاء»، مكتبة مصر، القاهرة.[11]
- «سجين زندا»، تأليف أنتونى هوب، ترجمة سعيد السحار، مكتبة مصر لطباعة الأوفست، 1960، عدد الصفحات:218 صفحة.[12]
- «قصة الإنسان الأول»، مكتبة القاهرة الحديثة، 1989.[13]
- «مواقف واراء»، مكتبة مصر لطباعة الأوفست، القاهرة.[14]
- «خرافات إيسوب»، دار الكتاب العربي، 1947.[15]
- «حكايات الفكاهة والحكمة»، تأليف إيسوب، ترجمة جودة السحار ومصطفى السقا، مكتبة مصر، القاهرة.[16]
- «القصص الحكيم للفيلسوف إيسوب»، تأليف إيسوب، ترجمة مصطفى السقا وسعيد جودة السحار، مكتبة مصر لطباعة الأوفست، القاهرة.[17]
- «مبادئ الحساب»، مكتبة مصر لطباعة الأوفست، القاهرة، 1993.[18]
- «العاشق والمعشوق»، سعيد السحار وعبد الستار أحمد فراج، مكتبة مصر، القاهرة.[19]

قصص:
- «سلسلة حكايات الأطفال»، مكتبة مصر، القاهرة.[20]
- «السلسلة الذهبية للأطفال»، تأليف سعيد جودة السحار، وهالة جمال، لوحات جمال قطب، مكتبة مصر، القاهرة.[21]

- «صلح الحديبية»، 1980.[22]
- «عليه والفلاحة»، مكتبة مصر لطباعة الأوفست، القاهرة، 1975.[23]
- «الوعل والغدير»، مكتبة مصر لطباعة الأوفست، القاهرة، 1980.[24][25]
- «صور من حياة اجدادنا»، مكتبة مصر لطباعة الأوفست، القاهرة، 1975.[26]
- «تسعون شمعة»، مكتبة مصر لطباعة الأوفست، القاهرة.[27]
- «الفارة الصغيرة»، مكتبة مصر لطباعة الأوفست، القاهرة، 1975.[28]
- «ثريا والكلب»، مكتبة مصر لطباعة الأوفست، القاهرة، 1975.[29]
- «الدفن بالحياة»، مكتبة مصر لطباعة الأوفست، القاهرة، 1980.[30]
- «السلحفاة والنسر»، مكتبة مصر لطباعة الأوفست، القاهرة، 1980.[31]
- «الحمار العنيد»، 1975.[32]
- «القط وفوائده»، مكتبة القاهرة الحديثة، القاهرة، 1989.[33]
- «شجاعة احمد»، مكتبة مصر لطباعة الأوفست، 1975.[34]
- «اللجام إلى»، مكتبة مصر لطباعة الأوفست، القاهرة، 1975.[35]
- «الأمجد ولاسعد»، مكتبة مصر لطباعة الأوفست، 1956.[36]
- «الجديد في القصص والاناشيد: الجزء الثاني»، 1957.[37]
- «كريتون العجيب»، مكتبة مصر لطباعة الأوفست، القاهرة.[38]
- «شيخ البحر»، مكتبة مصر لطباعة الأوفست، القاهرة، 1979.[39]
- «الذئب الكركى»، مكتبة مصر لطباعة الأوفست، القاهرة، 1980.[40]
- «قصة الفداء»، مكتبة مصر لطباعة الأوفست، القاهرة، 1975.[41]
- «غانم وقوت القلوب»، مكتبة مصر لطباعة الأوفست، 1980.[42]
- «أناشيد خفيفة»، 1975.[43]
- «زهرة الربيع»، 1975.[44]
- «حكمة سلمان»، 1975.[45]
- «ابن بطوطة»، 1999.[46]

مسرحيات شعرية:
- «رجال الغد»
- «حكمة سليمان»
- «قصة إبراهيم»

روايات:
- «المسيح عيسى بن مريم»، مكتبة مصر للطباعة والنشر، القاهرة.[47]
- «الحادث الخطير: مسرحية في أربعة فصول»، تأليف أرنولد بنيت، ترجمة سعيد جودة السحار، لجنة النشر للجامعيين، القاهرة، 1949.[48]
- «الوصية»، مكتبة مصر للطباعة والنشر، القاهرة.[49]

مراجعات:
- «ألف ليلة وليلة»، نسخة مُهذبة، مكتبة مصر، القاهرة، 1986.[50]

- «الحمال والبنات»، مراجعة سعيد جودة السحار، مكتبة مصر، القاهرة، 1980، عدد الصفحات:103 صفحة.[51]
- «علي بكار وشمس النهار»، مراجعة سعيد السحار، عبد الستار فراج، القاهرة، مكتبة مصر، 1987.[52]

## مؤلفات عنه
- «الرؤية الإبداعية في أدب سعيد جودة السحار»، محمد عبد المنعم شرف خفاجي، مكتبة مصر، القاهرة، 1995.[53]
- «حلم الثقافة والإبداع : سعيد جودة السحار»، سهير جاد، مكتبة مصر لطباعة الأوفست، 1993.[54]

## جوائز
حصل على شهادة تقدير من الجمعية العربية للفنون والثقافة والإعلام، 1986.